# NWA Central States Tag Team Championship
L'NWA Central States Tag Team Championship è stato un titolo della divisione tag team della federazione Heart of America Sports Attractions (precedentemente nota come Central States Wrestling), associata alla National Wrestling Alliance (NWA).
Il titolo fu attivo in diversi periodi tra il 1961, anno della sua fondazione nella Central States Wrestling, e il 1988, quando la federazione cessò le attività.

## Storia
Il titolo nacque nel 1961 all'interno della Central States Wrestling, dove sostituì il NWA World Tag Team Championship (Central States version) per circa due anni, prima che quest'ultimo venisse reintrodotto, disattivando il NWA Central States Tag Team Title.
Fu reintrodotto nel 1978, quando la CSW, che intanto aveva cambiato denominazione in Heart of America Sports Attractions, cessò nuovamente la sua versione del titolo mondiale. Nel 1988, con la chiusura della federazione, il titolo fu abbandonato.

## Albo d'oro
| Legenda  |                                                                               |
| -------- | ----------------------------------------------------------------------------- |
| #        | Indica il numero del regno titolato                                           |
| Regno    | Viene indicato il numero del regno del campione                               |
| Data     | La data in cui il titolo è stato vinto                                        |
| Località | Indica il luogo in cui il titolo è stato vinto                                |
| Note     | Indica notizie particolari riguardanti i cambi di titolo o altre informazioni |

| #  | Campione                                     | Regno | Data              | Giorni | Località               | Evento     | Note | Fonti |
| -- | -------------------------------------------- | ----- | ----------------- | ------ | ---------------------- | ---------- | --- | ----- |
| 1  | Medic #1 e Medic #2                          | 1     | 19 gennaio 1961   | --     | Kansas City, Kansas    | House show | In un torneo per decretare i campioni inaugurali, sconfiggendo Sonny Myers e John Paul Henning in finale.                                                                                    | [ 4 ] |
| 2  | Bulldog Austin e Tarzan Kowalski             | 1     | 1961              | --     | --                     | House show | |       |
| 3  | Bulldog Austin (2) e Don McClarity           | 1     | maggio 1961       | --     | --                     | House show | Tarzan Kowalski lasciò la federazione, che assegnò la sua parte di titolo a Don McClarity.                                                                                                   |       |
| 4  | Sonny Myers e Bobby Graham                   | 1     | luglio 1961       | --     | Kansas City, Kansas    | House show | |       |
| —  | Disattivato                                  | —     | 1963              | —      | —                      | —          | Il titolo fu disattivato e sostituito dal NWA World Tag Team Championship (Central States version)                                                                                           |       |
| 5  | Bryan St. John e Randy Alls                  | 1     | 26 febbraio 1979  | --     | Wichita, Kansas        | House show | Vincitori di un torneo per riassegnare il titolo riattivato. | [ 5 ] |
| 6  | Jerry Brown e Hartford Love                  | 1     | marzo 1979        | --     | --                     | House show | |       |
| 7  | Bryan St. John (2) e Bill Irwin              | 1     | 17 maggio 1979    | --     | --                     | House show | |       |
| —  | Vacante                                      | —     | 1979              | —      | —                      | —          | Il titolo fu reso vacante per motivi non noti. |       |
| 8  | Jerry Brown (2) e The Turk                   | 1     | 12 luglio 1979    | 30     | Kansas City, Kansas    | House show | In un torneo per riassegnare i titoli vacanti, sconfiggendo Bob Brown e Gama Singh in finale.                                                                                                | [ 6 ] |
| 9  | Bob Brown                                    | 1     | 11 agosto 1979    | --     | Des Moines, Iowa       | House show | Riconosciuto come unico detentore del titolo di coppia. |       |
| —  | Vacante                                      | —     | 1975              | —      | —                      | —          | Il titolo fu reso vacante per motivi non specificati. |       |
| 10 | Bruiser Brody e Ernie Ladd                   | 1     | 3 febbraio 1980   | 46     | Kansas City, Kansas    | House show | In un torneo per riassegnare i titoli vacanti, sconfiggendo Jerry e Ted Oates in finale. |       |
| 11 | Bob Brown (2) e Dick Murdoch                 | 1     | 20 marzo 1980     | 28     | Kansas City, Kansas    | House show | |       |
| 12 | Takachiho e Pak Song                         | 1     | 17 aprile 1980    | 62     | Kansas City, Kansas    | House show | |       |
| 13 | Bob Brown (3) e Pat O'Connor                 | 1     | 18 giugno 1980    | 3      | Des Moines, Iowa       | House show | |       |
| 14 | Takachiho (2) e Killer Karl Kox              | 1     | 21 giugno 1980    | 54     | Kansas City, Kansas    | House show | |       |
| 15 | Takachiho (3) e Rufus R. Jones               | 1     | 14 agosto 1980    | 77     | Kansas City, Kansas    | House show | Killer Karl Kox lasciò la federazione, che assegnò la sua parte di titolo a Rufus R. Jones.                                                                                                  |       |
| 16 | Mike George e Bob Sweetan                    | 1     | 30 ottobre 1980   | --     | Kansas City, Kansas    | House show | |       |
| 17 | Jerry Roberts e Bruce Reed                   | 1     | 1980              | --     | --                     | House show | |       |
| 18 | Pat Kelly e Mike Kelly                       | 1     | gennaio 1981      | --     | --                     | House show | |       |
| 19 | Bob Brown (4) e Terry Taylor                 | 1     | 9 aprile 1981     | --     | Kansas City, Kansas    | House show | |       |
| —  | Vacante                                      | —     | 1981              | —      | —                      | —          | Il titolo fu reso vacante quando Terry Taylor lasciò la federazione. |       |
| 20 | Bob Sweetan (2) e Terry Gibbs                | 1     | 6 giugno 1981     | 82     | Kansas City, Kansas    | House show | In un torneo per riassegnare i titoli vacanti, sconfiggendo Terry Gordy e Michael Hayes in finale.                                                                                           |       |
| 21 | Buzz Tyler e J.J. Dillon                     | 1     | 27 agosto 1981    | --     | Kansas City, Kansas    | House show | |       |
| 22 | Rufus R. Jones (2) e Dewey Robertson         | 1     | ottobre 1981      | --     | --                     | House show | |       |
| 23 | Jerry Brown (3) e Ron McFarlane              | 1     | 1981              | --     | --                     | House show | |       |
| 24 | Ricky Romero e Eddie Gilbert                 | 1     | 14 gennaio 1982   | 11     | Kansas City, Kansas    | House show | | [ 7 ] |
| 25 | Roger Kirby e Jerry Valiant                  | 1     | 25 gennaio 1982   | --     | Wichita, Kansas        | House show | |       |
| 26 | Dewey Robertson (2) e Steve Regal            | 1     | marzo 1982        | --     | --                     | House show | |       |
| 27 | Roger Kirby e Jerry Valiant                  | 2     | 25 marzo 1982     | --     | Kansas City, Kansas    | House show | |       |
| 28 | Dewey Robertson (3) e Steve Regal (2)        | 2     | marzo 1982        | --     | --                     | House show | |       |
| 29 | Jerry Brown (4) e Roger Kirby (3)            | 1     | maggio 1982       | --     | --                     | House show | |       |
| 30 | Mike George (2) e Mark Romero                | 1     | 3 giugno 1982     | --     | Kansas City, Kansas    | House show | |       |
| 31 | Dewey Robertson (4) e Hercules Hernandez     | 1     | agosto 1982       | --     | --                     | House show | |       |
| 32 | Mike George (3) e Mike Romero (2)            | 2     | 19 agosto 1982    | --     | Kansas City, Kansas    | House show | |       |
| 33 | Dewey Robertson (5) e Hercules Hernandez (2) | 2     | 1982              | --     | Kansas City, Kansas    | House show | |       |
| 34 | Bob Brown (5) e Buzz Tyler (2)               | 1     | 1982              | --     | Kansas City, Kansas    | House show | |       |
| 35 | Yasuyuki Fuji e Kim Duk                      | 1     | 3 marzo 1983      | --     | Kansas City, Kansas    | House show | |       |
| —  | Vacante                                      | —     | maggio 1983       | —      | —                      | —          | Il titolo fu reso vacante quando Kim Duk lasciò la federazione. |       |
| 36 | Bob Brown (6) e Buzz Tyler (3)               | 2     | 26 maggio 1983    | 63     | Kansas City, Kansas    | House show | In un torneo per riassegnare i titoli vacanti. | [ 8 ] |
| 37 | Roger Kirby (4) e Abdullah the Great         | 1     | 28 luglio 1983    | --     | --                     | House show | |       |
| 38 | George Wells e Ron Ritchie                   | 1     | agosto 1983       | --     | --                     | House show | |       |
| 39 | Roger Kirby (5) e Abdullah the Great (2)     | 2     | agosto 1983       | --     | --                     | House show | |       |
| 40 | Bob Brown (7) e Buzz Tyler (4)               | 3     | 22 settembre 1983 | --     | Kansas City, Kansas    | House show | |       |
| —  | Vacante                                      | —     | dicembre 1983     | —      | —                      | —          | Dal momento che Brown era infortunato, Tyler e King Cobra ebbero un incontro per il titolo contro Tully Blanchard e Ron Starr il 5 gennaio 1984, ma l'incontro terminò in doppia squalifica. |       |
| 41 | Len Denton e Tony Anthony                    | 1     | 29 marzo 1984     | 7      | Kansas City, Kansas    | House show | In un torneo per riassegnare i titoli vacanti, sconfiggendo Jerry e Ted Oates in finale. Tuttavia il titolo non fu assegnato loro a causa di un finale scorretto.                            |       |
| 42 | Jerry Oates e Ted Oates                      | 2     | 5 aprile 1984     | 7      | Kansas City, Kansas    | House show | Sconfiggendo Denton e Anthony in uno spareggio. |       |
| 43 | Len Denton e Tony Anthony                    | 2     | 12 aprile 1984    | 70     | Kansas City, Kansas    | House show | |       |
| 44 | Marty Jannetty e Tommy Rogers                | 1     | 1984              | --     | Kansas City, Kansas    | House show | |       |
| 45 | Len Denton e Tony Anthony                    | 3     | 1984              | --     | Kansas City, Kansas    | House show | |       |
| 46 | Marty Jannetty e Tommy Rogers                | 2     | 1984              | --     | Kansas City, Kansas    | House show | |       |
| 47 | Mr. Pogo e Gypsy Joe                         | 1     | 11 ottobre 1984   | 59     | Kansas City, Kansas    | House show | |       |
| 48 | Bob Brown (8) e Marty Jannetty (3)           | 1     | 9 dicembre 1984   | 249    | Des Moines, Iowa       | House show | |       |
| —  | Vacante                                      | —     | dicembre 1983     | —      | —                      | —          | Reso vacante a causa della separazione del tag team. |       |
| 49 | Bart Batten e Brad Batten                    | 1     | 21 novembre 1985  | 91     | Kansas City, Kansas    | House show | In un torneo per riassegnare i titoli vacanti, sconfiggendo Bobby Eaton e Dennis Condrey in finale.                                                                                          |       |
| —  | Vacante                                      | —     | 20 febbraio 1986  | —      | —                      | —          | Il titolo venne reso vacante in seguito ad un incontro terminato in parità contro Akio Sato e Sheik Abdullah.                                                                                |       |
| 50 | Bart Batten e Brad Batten                    | 2     | maggio 1986       | --     | --                     | House show | |       |
| 51 | Marty Jannetty (4) e Shawn Michaels          | 1     | 15 maggio 1986    | 7      | Kansas City, Kansas    | House show | |       |
| 52 | Bart Batten e Brad Batten                    | 3     | 22 maggio 1986    | 7      | Kansas City, Kansas    | House show | |       |
| 53 | Hacksaw Higgins e J.R. Hogg                  | 1     | 29 maggio 1986    | 17     | Kansas City, Kansas    | House show | |       |
| 54 | Rufus R. Jones (3) e Mike George (4)         | 1     | 15 giugno 1986    | 11     | Kansas City, Kansas    | House show | |       |
| 55 | Bobby Jaggers e Moondog Moretti              | 1     | 26 giugno 1986    | 35     | Kansas City, Kansas    | House show | |       |
| 56 | Joe Lightfoot e Billy Two Eagles             | 1     | 31 luglio 1986    | 42     | Kansas City, Kansas    | House show | |       |
| 57 | Thunderfoot 1 e Thunderfoot 2                | 1     | 11 settembre 1986 | 57     | Kansas City, Kansas    | House show | |       |
| 58 | Todd Champion e Dave Peterson                | 1     | 7 novembre 1986   | 56     | Kansas City, Kansas    | House show | |       |
| 59 | Basher e Spike                               | 1     | 2 gennaio 1987    | 56     | Kansas City, Kansas    | House show | |       |
| 60 | Rick McCord e Mike George (4)                | 1     | 27 febbraio 1987  | 35     | Kansas City, Kansas    | House show | | [ 9 ] |
| —  | Vacante                                      | —     | 3 aprile 1987     | —      | —                      | —          | Il titolo venne reso vacante in seguito ad un incontro dal finale scorretto con Porkchop Cash e Ken Timbs                                                                                    |       |
| 61 | Porkchop Cash e Ken Timbs                    | 1     | 10 aprile 1987    | --     | Kansas City, Kansas    | House show | Sconfiggendo McCord e Batten in uno spareggio. |       |
| —  | Vacante                                      | —     | maggio 1987       | —      | —                      | —          | Il titolo venne reso vacante quando Timbs lasciò il territorio. |       |
| 62 | The Warlord e Karl Kovac                     | 1     | 8 giugno 1987     | --     | Wichita, Kansas        | House show | In un torneo per riassegnare i titoli vacanti. |       |
| 63 | Brad Batten (4) e Bobby Jaggers              | 1     | giugno 1987       | --     | --                     | House show | Il titolo fu assegnato a Batten e Jaggers quando Warlord lasciò la federazione e Kovac fu licenziato.                                                                                        |       |
| 64 | Bart Batten (5) e Brad Batten (5)            | 4     | 6 agosto 1987     | 95     | Kansas City, Kansas    | House show | Brad Batten sconfisse Bobby Jaggers in seguito alla divisione del loro team, conquistando per sé e per suo fratello il titolo.                                                               |       |
| 65 | Porkchop Cash (2) e Rick McCord (2)          | 1     | 9 novembre 1987   | 17     | Versailles, Missouri   | House show | |       |
| 66 | Mike Stone e Rick Patterson                  | 1     | 26 novembre 1987  | --     | Kansas City, Kansas    | House show | |       |
| —  | Vacante                                      | —     | gennaio 1988      | —      | —                      | —          | Il titolo venne reso vacante quando Stone lasciò la federazione. |       |
| 67 | Bob Brown (9) e Cuban Assassin #2            | 1     | 6 febbraio 1988   | 40     | Saint Joseph, Missouri | House show | In un torneo per riassegnare i titoli vacanti, sconfiggendo Rick Patterson e Steve Ray in finale.                                                                                            |       |
| 68 | Rick Patterson (2) e Stevie Ray              | 1     | 17 marzo 1988     | --     | Kansas City, Kansas    | House show | |       |
| —  | Disattivato                                  | —     | 1988              | —      | —                      | —          | Il titolo fu disattivato con la chiusura della federazione. |       |